# 能代丸 (特設巡洋艦)
能代丸（のしろまる）は、かつて日本郵船が所有し運航していた貨物船。太平洋戦争中は特設巡洋艦、特設運送船として運用された。

## 艦歴
「能代丸」は日本郵船のニューヨーク航路改善のために投入されたN型貨物船の四番船として、三菱長崎造船所で1933年（昭和8年）12月7日に起工し1934年（昭和9年）6月28日に進水、11月30日に竣工した。日本郵船はN型貨物船の建造に際して第一次船舶改善助成施設を活用し、「能代丸」の見合い解体船として自社持ち船の中から、日本最初の1万トン超貨客船の一隻である「天洋丸」（13,041トン）を充当した。12月下旬からニューヨーク航路に就航し、往航では生糸や雑貨、フィリピン産のマンガン鉱などを積み取り、帰航では鋼材や綿などを積み込んで横浜とニューヨークの間を28日間で走破した。しかし、1939年（昭和14年）の第二次世界大戦勃発など世界情勢の変化により、遠洋航路は徐々に縮小されていった。

### 特設水上機母艦・能代川丸
1941年（昭和16年）5月1日、「能代丸」は日本海軍に徴傭され、次いで7月1日付で特設水上機母艦として入籍、横須賀鎮守府籍となる。ところがこの時点で、日本水産所有で同名の216トンのトロール船が日本海軍に特設掃海艇として徴傭され在籍していたため、後に入籍した「能代丸」は7月10日付で便宜上、海軍内部でのみ「能代川丸」と呼称されることとなった。7月1日から8月19日まで横須賀海軍工廠で艤装工事が行われたが、特設水上機母艦として使用されることがないまま8月20日付けで除籍され、9月20日に特設巡洋艦として入籍。この入籍を機に、トロール船のほうは「第二号能代丸」と呼称されるようになった。工事竣工後は横須賀警備戦隊の旗艦を務め、1942年（昭和17年）4月10日からは新編成の第二海上護衛隊（茂泉慎一中将）に属して輸送船護衛に従事する。
5月20日以降には次の船の護衛を行った。
- 三江丸（トラック・ラバウル間、5月22日から23日）
- 第二圖南丸（トラック・クェゼリン間、5月25日から30日）
- 昌壽丸（ポナペ・トラック間、6月2日から4日）
- くらいど丸、水戸丸（ラバウル・豊後水道間、6月10日から22日）
- 山城丸、福荷丸、立山丸（横須賀・サイパン間、7月1日から6日）
- 新夕張丸（横須賀・ポナペ間、7月1日から11日）
- 金龍丸（トラック・ラバウル間、8月2日から4日）

「能代丸」が特設巡洋艦として行動した期間は短く、8月5日付で特設運送船に類別変更された。また、同日第二海上護衛隊から除かれている。8月9日から12日にかけて「能代丸」は横須賀鎮守府第五特別陸戦隊のラバウル方面への派遣隊をトラックからラバウルまで輸送した。
10月19日から10月24日まで横須賀海軍工廠で特設運送船としての艤装工事を実施した。
特設運送船となった「能代丸」は輸送作戦に従事し、11月3日に東京湾を出港してサイパン島、テニアン島およびトラック諸島を経由してラバウルに進出。ラバウル停泊中の1943年（昭和18年）1月16日には空襲を受け、四番船倉に命中弾があり損傷する。応急修理のあと、1月下旬から2月にかけてはショートランドあるいはコロンバンガラ島への輸送に任じ、任務を終えてラバウルに帰投後、3月12日にトラックに向けて出港する。しかし、翌3月13日午後に南緯00度10分 東経151度06分 / 南緯0.167度 東経151.100度の地点を航行中、アメリカ潜水艦「グレイバック」に発見された。「グレイバック」は魚雷を4本発射し、1本が船首をかすめ他の3本のうち1本が右舷五番船倉付近に命中して損傷した。トラックでの応急修理のあと、サイパン島を経て6月19日に横須賀に帰投し、7月21日まで本修理が行われた。
このあと1年近くの動向はほとんど不明だが、1944年（昭和19年）に入って南方に進出し、ボーキサイトを搭載の上ヒ62船団に加入。5月23日に昭南（シンガポール）を出港し、マニラを経て6月8日に六連に到着した。三菱横浜造船所で修理のほか、機銃の増備や逆探の装備が行われ、修理完了後は門司に回航され、ヒ71船団に加入する。8月10日、ヒ71船団は伊万里湾を出港し、馬公を経て南に下る。しかし、8月18日夜から8月19日未明にかけてアメリカ潜水艦「ブルーフィッシュ」、「ラッシャー」、「スペードフィッシュ」の攻撃を受け損害を出す。「ラッシャー」が最初の攻撃で空母「大鷹」を撃沈し、続く二度目と三度目の攻撃で海軍徴傭船「帝亜丸」（帝国船舶、元フランス船「アラミス」/日本郵船委託、17,537トン）を撃沈。「能代丸」は警戒を厳重にしていたが、北緯18度10分 東経119度55分 / 北緯18.167度 東経119.917度の地点にいたったところでラッシャーの四度目と五度目の攻撃を受ける。「ラッシャー」は魚雷を計6本発射し、そのうちの1本が「能代丸」の二番船倉左舷側に命中。相前後して海軍徴傭船「阿波丸」（日本郵船、11,249トン）の船首にも1本が命中し、ともに陸岸に近接してマニラに向かった。損傷により4ノットから5ノット程度の速力しか出せなくなった「能代丸」はルソン島沿岸の泊地に立ち寄りながら南下を続け、8月24日にマニラに到着した。

### 沈没
「マニラ」に到着後、能代丸は応急修理を行い、9月17日ごろには概ね完成して日本本土行きの船団を待っている状況だった。ところが9月21日、アメリカ第38任務部隊（マーク・ミッチャー中将）からの艦載機群がマニラを空襲し、「能代丸」の艦橋付近に至近弾を、艦橋部に命中弾を与えた。間もなく別の一弾が短艇甲板を貫通して機関室で爆発し、火災が発生。火災は弾薬や油類のある区画に広がり、ここにいたって総員退船が令されて乗組員が脱出したのち、夜に入って大爆発が起こった。火災は9月22日、23日と続いて船体中央部をほぼ全焼して船体外板も甚だしく損傷、9月24日に水深12メートルの海底へ艦尾から沈没していった。沈没地点はマニラ港南防波堤南灯台の188度1,800メートル、北緯14度33分01秒 東経120度57分05秒 / 北緯14.55028度 東経120.95139度の地点と記録されている。「能代丸」は11月10日に除籍および解傭された。

## 艦長
- 古川保 大佐：1941年7月1日 - 1941年8月20日[34]
- 大塚幹 予備海軍大佐：1941年9月20日[35] - 1942年2月1日[36]
- 佐伯孝二 大佐：1942年2月1日[37] - 1942年8月5日

監督官
- 佐伯孝二 大佐：1942年8月5日 - 1943年6月29日

指揮官
- 佐伯孝二 大佐：1943年6月29日 - 1943年7月8日
- 林蓉齋 大佐：1943年7月8日[38] -

## 同型船
N型貨物船
- 長良丸
- 能登丸
- 那古丸
- 鳴門丸
- 野島丸